# Список продолжающихся вооружённых конфликтов

Карта продолжающихся вооружённых конфликтов (количество погибших в боевых действиях в текущем или прошлом году):
Крупные войны (10 000 или более)
Войны (1000–9999)
Мелкие конфликты (100–999)
Стычки и столкновения (1–99)

Ниже приводится список продолжающихся вооружённых конфликтов, происходящих по всему миру.

## Критерии

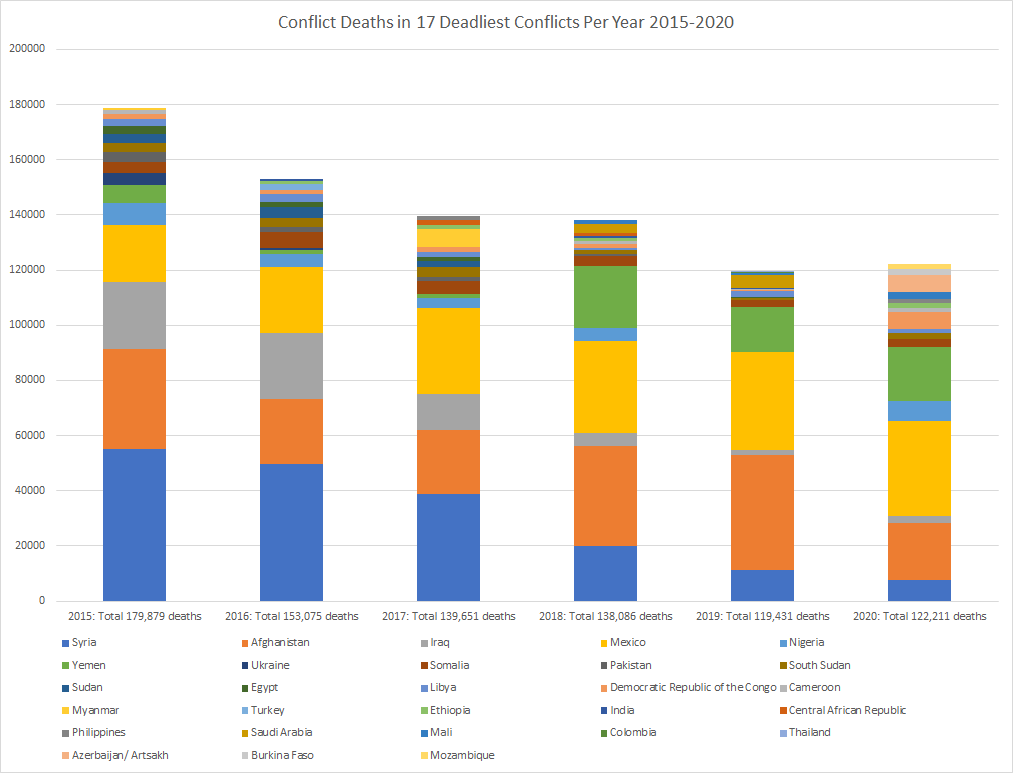
Число погибших в результате 17 самых смертоносных конфликтов в 2015–2020 гг.

В этом списке продолжающихся вооружённых конфликтов указаны современные конфликты и число погибших, связанных с каждым конфликтом. Критерии включения следующие:
- Вооружённые конфликты заключаются в использовании вооружённой силы между двумя или более организованными вооружёнными группами, правительственными или неправительственными силами.[1] Перечислены межгосударственные, внутригосударственные и негосударственные вооружённые конфликты.

- Это не список стран по уровню умышленных убийств, и насилие со стороны преступных группировок, как правило, не включается, за исключением случаев значительного участия военных или военизированных формирований.

- В число погибших входят погибшие в ходе боевых действий (военные и гражданские лица), а также гражданские лица, преднамеренно ставшие объектами нападения сторон вооружённого конфликта. За текущий и прошлый год включены только прямые случаи смерти в результате насилия; избыточная смертность, косвенно возникшая в результате голода, болезней или перебоев в оказании услуг, включается наряду с насильственной смертью в совокупный подсчёт смертности, если таковой имеется.
- В перечисленных конфликтах суммарно погибло не менее 100 человек и не менее 1 погибшего в текущем или прошлом календарном году.
- Общее количество погибших может быть неточным или недоступным из-за отсутствия информации. Цифра со знаком плюса указывает на то, что умерло как минимум такое же количество людей (например, 455+ означает, что умерло как минимум 455 человек).
- Местоположение относится к государствам, где происходит основное насилие, а не к воюющим сторонам. Курсивом обозначены спорные территории и непризнанные государства.
- Территориальный спор или движение протеста, в которых не было преднамеренных и систематических смертей в результате государственного или военизированного насилия, не считаются вооружённым конфликтом.

## Крупные войны (10 000 или более смертей в боях в текущем или прошлом году)
Шесть конфликтов в следующем списке стали причиной не менее 10 000 прямых насильственных смертей в год в боях между определёнными группами в текущем или прошлом календарном году.
| Начало конфликта | Конфликт | Континент | Местоположение                                                                                               | Совокупные потери | Потери в 2024 году | Потери в 2025 году |
| ---------------- | --- | --------- | --- | ----------------- | ------------------ | ------------------ |
| 1948             | - Гражданская война в Бирме - Конфликт рохинджа - Конфликт в штате Ракхайн (с 2016) - Каренский конфликт - Качинский конфликт - Гражданская война в Мьянме | Азия      | Мьянма | 199 000+          | 19 715             | 8895               |
| 1948             | - Арабо-израильский конфликт - Палестино-израильский конфликт - Конфликт в секторе Газа - Салафитско-джихадистский мятеж в секторе Газа - Конфликт между ХАМАСом и «Народными силами» - Война в Газе - Израильское вторжение в сектор Газа - Вторжение на Западный берег - Израильско-ливанский конфликт - Конфликт Хезболлы и Израиля - Война Израиля с «Хезболлой» (2024) - Инциденты на линии прекращения огня между Израилем и Сирией - Распространение войны в Газе в Сирию - Вторжение Израиля в Сирию (с 2024) - Ирано-израильский прокси-конфликт - Ближневосточный кризис (с 2023) - Кризис в Красном море - Операция «Страж процветания» | Азия      | Израиль Государство Палестина Ливан / Сирия Ирак Иран Йемен                                                  | 259 000–268 000+  | 30 386             | 18 829             |
| 2002             | - Джихадистские мятежи в странах Магриба/Сахела - Мятеж Боко Харам - Война в Мали - Джихадистское восстание в Нигере - Восстание джихадистов в Буркина-Фасо - Фульбе-мосийский конфликт - Повстанческое движение в Чаде - Война между движениями «JNIM» и «ISGS» | Африка    | Буркина-Фасо Мали Нигер Бенин Того Алжир Тунис Чад Кот-д’Ивуар Мавритания Гана Нигерия Камерун Марокко Ливия | 464 345+          | 20 667             | 13 773             |
| 2008             | - Суданские конфликты - Суданские кочевнические конфликты - Межэтническая напряженность в Южном Судане - Пограничный конфликт в Абьее - Гражданская война в Судане | Африка    | Судан Южный Судан                                                                                            | 1 400 000+        | 16 575             | 13 458             |
| 2014             | - Российско-украинская война - Вторжение России на Украину | Европа    | Россия Украина                                                                                               | 172 226–400,000+  | 77 633             | 50 108             |
| 2018             | - Эфиопский гражданский конфликт - Конфликт в Оромо - Мятеж освободительной армии оромо - Конфликт в Гамбела - Афаро-сомалийские столкновения - Война в Амхаре | Африка    | Эфиопия | 500 000–610 000+  | 10 179             | 2909               |

## Войны (1000–9999 погибших в боях в текущем или прошлом году)
10 конфликтов в следующем списке стали причиной не менее 1000 и менее 10 000 прямых насильственных смертей в текущем или прошлом календарном году. Конфликты, в результате которых погибло не менее 1000 человек в течение одного календарного года, согласно Уппсальской программе данных о конфликтах считаются войнами.
| Начало конфликта | Конфликт | Континент        | Местоположение                                                | Совокупные потери  | Потери в 2024 году | Потери в 2025 году |
| ---------------- | --- | ---------------- | ------------------------------------------------------------- | ------------------ | ------------------ | ------------------ |
| 1964             | - Колумбийско-Венесуэльские конфликты - Пемонский конфликт - Кампания Кататумбо | Южная Америка    | Колумбия Венесуэла Эквадор                                    | 457 700+           | 2273               | 1643               |
| 1978             | - Афганский конфликт - Афгано-пакистанский пограничный конфликт - Конфликт в Вазиристане - Афгано-пакистанский пограничный конфликт (с 2024) - Конфликт между ИГ и Талибаном - Панджшерский конфликт | Азия             | Афганистан Пакистан                                           | 380 000–2 800 000+ | 3208               | 1828               |
| 1991             | - Гражданская война в Сомали (Текущая фаза) - Терроризм в Кении - Американская военная интервенция в Сомали - Мятеж Исламского государства в Пунтленде - Контртеррористические операции в Пунтленде - Конфликт в Ласъанод - Кризис в Джубаленде - Наступление Шабелле 2025 года | Африка           | Сомали Сомалиленд Кения                                       | 365 500–1 000 000+ | 6206               | 7522               |
| 1998             | - Гражданские конфликты в Нигерии - Религиозные столкновения - Мятеж Боко Харам - Конфликты между земледельцами и скотоводами - Бандитская война в Нигерии - Конфликт в дельте Нигера (Текущая фаза) - Повстанческое движение на юго-востоке Нигерии - Про-биафранское восстание в Бакасси (Биафра) | Африка           | Нигерия Камерун                                               | 104 200+           | 3374               | 1430               |
| 2004             | - Конголезские конфликты - Повстанческое движение в Катанге - Восстание Господней армии сопротивления - Мятеж Союзных демократических сил - Конфликт в Киву - Итурийский конфликт - Наступление «Движения 23 марта» - Столкновения в Западной ДР Конго | Африка           | ДР Конго Руанда Бурунди Уганда ЦАР                            | 211 600+           | 4471               | 4461—8500+         |
| 2006             | - Нарковойна в Мексике - Внутренние разборки в картеле «Гульфо» - Внутренние разборки в картеле «Лос-Сетас» - Внутренние разборки в картеле «Синалоа» | Северная Америка | Мексика                                                       | 127 000-415 200    | 8260               | 5137               |
| 2011             | - Сирийский конфликт - Распространение сирийской гражданской войны - Инциденты на линии прекращения огня между Израилем и Сирией - Вторжение Израиля в Сирию (2024) - Столкновения Хезболлы и Сирии (с 2024) - Турецкое вмешательство - Конфликт в Сирийском Курдистане - Курдско-исламистский конфликт - Повстанческое движение в Восточной Сирии - Арабское племенное восстание на востоке Сирии - Конфликт между Турцией и ИГИЛ - Вмешательство под руководством США | Азия             | / Сирия Израиль Ливан Ирак Турция                             | 656 493+           | 6887               | 6790               |
| 2012             | - Гражданские конфликты в Камеруне - Мятеж Боко Харам - Англоязычный кризис - Про-биафранское восстание в Бакасси (Биафра) | Африка           | Камерун Нигерия                                               | 9200+              | 2228               | 375                |
| 2014             | - Гражданская война в Йемене - Мятеж Аль-Каиды - Интервенция Саудовской Аравии - Хусито-саудовский конфликт - Кризис в Красном море - Операция «Страж процветания» | Азия             | Йемен Саудовская Аравия Объединённые Арабские Эмираты Израиль | 382 100            | 1826               | 2068               |
| 2018             | - Гаитянский кризис - Бандитская война на Гаити | Северная Америка | Гаити                                                         | 15 000+            | 5601               | 1950–3,141+        |

## Мелкие конфликты (100–999 смертей в результате боевых действий в текущем или прошлом году)
19 конфликтов в следующем списке стали причиной не менее 100 и менее 1000 прямых насильственных смертей в текущем или прошлом календарном году.
| Начало конфликта | Конфликт | Континент        | Местоположение                           | Совокупные потери  | Потери в 2024 году | Потери в 2025 году |
| ---------------- | --- | ---------------- | ---------------------------------------- | ------------------ | ------------------ | ------------------ |
| 1918             | - Курдские сепаратистские восстания - Курдский сепаратизм в Иране - Конфликт между Ираном и PJAK - Столкновения в Западном Иране - Иракско-курдский конфликт - Турецко-курдский конфликт - Мятеж курдской Хезболлы - Конфликт в Сирийском Курдистане                                                                                     | Азия             | Иран Ирак Сирия Турция                   | 135 650–178 150+   | 409                | 300                |
| 1918             | - Мятежи в Иране - Курдское восстание в Иране - Конфликт между Ираном и PJAK - Столкновения в Западном Иране - Восстание в Систане и Белуджистане | Азия             | Иран Ирак                                | 47 850+            | 100                | 10                 |
| 1922             | - Мятежи в Турции - Курдское восстание в Турции - Восстание курдской Хизболлы - Распространие в Сирию - Маоистское восстание в Турции - Мятеж РНОПФ в Турции | Азия             | Турция Сирия Ирак                        | 137 700+           | 409                | 300                |
| 1943             | Ямайский политический конфликт | Северная Америка | Ямайка                                   | 1700+              | 332                | 164                |
| 1947             | - Кашмирский конфликт - Индо-пакистанский конфликт - Восстание в Кашмире - Китайско-индийский пограничный спор | Азия             | Индия Пакистан Китай                     | 201 300–2 000 000  | 680                | 660                |
| 1948             | - Терроризм в Пакистане - Конфликт в Белуджистане - Белуджское восстание в Иране - Исламистское повстанческое движение в Пакистане - Конфликт в Вазиристане - Мятеж в Синде | Азия             | Пакистан Афганистан Иран                 | 22 200+            | 860                | 865                |
| 1954             | - Восстания в Индии - Конфликт в Северо-Восточной Индии - Повстанческое движение в Аруначал-Прадеше - Межэтнический конфликт в Нагаленде - Повстанческое движение в Манипуре - Сепаратистские движения Ассама - Повстанческое движение в Мегхалае - Распространие в Мьянму - Маоистское восстание в Индии - Восстание в Джамму и Кашмире | Азия             | Индия Мьянма Бутан                       | 80 500             | 850                | 865                |
| 1962             | Конфликт в Папуа | Азия             | Индонезия                                | 100 200–500 000    | 154                | 152                |
| 1969             | - Гражданский конфликт на Филиппинах - Восстание Новой народной армии - Мятеж Исламского государства - Война с наркотиками на Филиппинах | Азия             | Филиппины                                | 166 100–245,200    | 647                | 332                |
| 1975             | Конфликт в Кабинде | Африка           | Ангола                                   | 30 100             | 112                | 137                |
| 1988             | Межэтническое насилие в Папуа-Новой Гвинее | Океания          | Папуа — Новая Гвинея                     | 15 300–20 000      | 335                | 70                 |
| 1999             | - Внутренний конфликт в Бангладеш - Конфликт в Читтагонгском горном районе - Маоистское восстание в Бангладеш | Азия             | Бангладеш                                | 79 780+            | 925                | 223                |
| 2003             | - Иракский конфликт - Иракско-курдский конфликт - Повстанческое движение Исламского государства | Азия             | Ирак Сирия Турция                        | 334 200–1 215 000+ | 962                | 411                |
| 2008             | - Камбоджийско-тайский пограничный конфликт - Камбоджийско-тайский пограничный конфликт (2025) | Азия             | Камбоджа Таиланд                         | 95–177             | 0                  | 55–137             |
| 2011             | - Гражданская война в Ливии | Африка           | Ливия                                    | 31 000–43 000      | 150                | 214                |
| 2012             | - Гражданская война в ЦАР - Восстание Господней армии сопротивления | Африка           | Центральноафриканская Республика Камерун | 15 100+            | 663                | 534                |
| 2017             | Исламистский мятеж в Мозамбике | Африка           | Мозамбик Танзания                        | 7000+              | 693                | 369                |
| 2017             | Мятеж Исламского государства на Северном Кавказе | Европа           | Россия Азербайджан                       | 500+               | 204                | 9                  |
| 2022             | Война с преступностью в Гондурасе | Северная Америка | Гондурас                                 | 100–1200           | 504                | 356                |

## Стычки и столкновения (менее 100 погибших в ходе боевых действий в текущем или прошлом году)
9 конфликтов в следующем списке стали причиной менее 100 прямых насильственных смертей в текущем или прошлом календарном году.
| Начало конфликта | Конфликт                                                           | Континент        | Местоположение                                        | Совокупные потери | Потери в 2024 году | Потери в 2025 году |
| ---------------- | ------------------------------------------------------------------ | ---------------- | ----------------------------------------------------- | ----------------- | ------------------ | ------------------ |
| 1948             | Корейский конфликт                                                 | Азия             | Северная Корея Южная Корея                            | 3 000 000         | 30                 | 0                  |
| 1970             | - Конфликт в Западной Сахаре (Текущая фаза)                        | Африка           | Марокко Сахарская Арабская Демократическая Республика | 14 000–21 000+    | 42                 | 30                 |
| 1980             | Вооружённый конфликт в Перу                                        | Южная Америка    | Перу                                                  | 70 000            | 43                 | 29                 |
| 1981             | - Исламский терроризм в Египте (Текущая фаза)                      | Африка           | Египет                                                | 6000–7353+        | 15                 | 24                 |
| 1982             | Конфликт в Казамансе                                               | Африка           | Сенегал                                               | 5000+             | 19                 | 7                  |
| 2004             | Конфликт в Южном Таиланде                                          | Азия             | Таиланд                                               | 7300              | 49                 | 41                 |
| 2005             | Повстанческое движение в Парагвае                                  | Южная Америка    | Парагвай                                              | 15                | 6                  | 0                  |
| 2018             | - Война с наркотиками в Эквадоре - Эквадорский кризис безопасности | Южная Америка    | Эквадор                                               | 14 250+           | 77                 | 37                 |
| 2022             | Разгон банд в Сальвадоре                                           | Северная Америка | Сальвадор                                             | 485+              | 22                 | 5                  |

## Смертность по странам
| Позиция | 2020             | 2020       | 2021         | 2021       | 2022         | 2022       | 2023         | 2023       | 2024         | 2024       |
| Позиция | страна           | смертность | страна       | смертность | страна       | смертность | страна       | смертность | страна       | смертность |
| ------- | ---------------- | ---------- | ------------ | ---------- | ------------ | ---------- | ------------ | ---------- | ------------ | ---------- |
| 1       | Мексика          | ▼34 512    | / Афганистан | ▲42 223    | Эфиопия      | ▲109 600+  | Украина      | ▼95 088+   | Украина      | ▼72 960    |
| 2       | Афганистан       | ▼30 974    | Йемен        | ▲31 048    | Украина      | ▲100 000+  | Палестина    | ▲22 205+   | Палестина    | ▲29 772    |
| 3       | Йемен            | ▲19 561    | Эфиопия      | ▲22 800    | Мьянма       | ▲20 206    | Мьянма       | ▼15 773    | Мьянма       | ▲19 771    |
| 4       | Сирия            | ▼7620      | Мексика      | ▼18 811    | Мексика      | ▼14 254    | Судан        | ▲13 225    | Судан        | ▲15 526    |
| 5       | Нигерия          | ▲7172      | Мьянма       | ▲11 114    | Йемен        | ▼7133      | Нигерия      | ▲8505      | Эфиопия      | ▲10 180    |
| 6       | ДР Конго         | ▲6162      | Нигерия      | ▲9687      | Сомали       | ▲6484      | Буркина-Фасо | ▲8486      | Нигерия      | ▲9155      |
| 7       | Азербайджан/ НКР | ▲6110      | ДР Конго     | ▲6283      | ДР Конго     | ▼6254      | Сомали       | ▲8342      | Мексика      | ▲8208      |
| 8       | Сомали           | ▲2950      | Сирия        | ▼5828      | Сирия        | ▼5639      | Мексика      | ▼7168      | Буркина-Фасо | ▼7522      |
| 9       | Мали             | ▲2734      | Сомали       | ▲3532      | Мали         | ▲4793      | Сирия        | ▲6211      | / Сирия      | ▲6847      |
| 10      | Ирак             | ▲2436      | Ирак         | ▲2605      | Буркина-Фасо | ▲4700      | Мали         | ▼4285      | Сомали       | ▲5472      |
| 11      | Буркина-Фасо     | ▲2268      | Буркина-Фасо | ▲2358      | Ирак         | ▲4181      | ДР Конго     | ▼3902      | Россия       | ▲4737      |
| 12      | Южный Судан      | ▲2245      | Южный Судан  | ▼1986      | Афганистан   | ▼3930      | Эфиопия      | ▼3830      | Мали         | ▼4001      |
| 13      | Эфиопия          | ▲1813      | Мали         | ▼1911      | Нигерия      | ▼3780      | Йемен        | ▼3169      | Ливия        | ▲3813      |
| 14      | Мозамбик         | ▲1696      | ЦАР          | ▲1704      | Нигер        | ▲3000      | Пакистан     | ▲2116      | ДР Конго     | ▼3785      |
| 15      | Ливия            | ▼1484      | Судан        | ▲1584      | Колумбия     | ▲2276      | Гаити        | ▲2014      | Афганистан   | ▼3208      |
| 16      | Камерун          | ▲1447      | Нигер        | ▲1454      | Южный Судан  | ▼1731      | Колумбия     | ▼1932      | Пакистан     | ▲2964      |
| 17      | Филиппины        | ▲1316      | Колумбия     | ▲1399      | Судан        | ▼1327      | Израиль      | ▲1410      | Гаити        | ▲2441      |
| 18      | Индия            | ▲783       | Мозамбик     | ▼1194      | Камерун      | ▲943       | Ирак         | ▼1335      | Камерун      | ▲2186      |
| 19      | Колумбия         | ▲765       | Камерун      | ▲790       | Мозамбик     | ▼916       | Южный Судан  | ▼1240      | Йемен        | ▼1794      |
| 20      | Мьянма           | ▲650       | Палестина    | ▲484       | Пакистан     | ▲900       | Камерун      | ▲1042      | Колумбия     | ▼1708      |

## Внешние ссылки
- "Major Episodes of Political Violence 1946–2019" – List of armed conflicts compiled by Monty G. Marshall, director of the Center for Systemic Peace, based on research sponsored by the Political Instability Task Force[англ.].
- UCDP Conflict Encyclopedia – Uppsala Conflict Data Program[англ.] of the Department of Peace and Conflict Research at Uppsala University.
- Armed Conflicts Report Interactive Map, by Project Ploughshares[англ.].
- Global Conflict Tracker Архивировано 8 августа 2017 года., by the Council on Foreign Relations.
- CrisisWatch – Monthly bulletin, interactive map and database on ongoing conflicts by the International Crisis Group.
- Map of the world's conflicts Архивировано 21 января 2016 года., by IRIN[англ.].
- History Guy's coverage of 21st century wars
- Heidelberg Institute for International Conflict Research (HIIK)
  - Conflict Barometer – Describes recent trends in conflict development, escalations, and settlements
- Insight on Conflict Архивировано 1 июля 2017 года. – Database on peace-building initiatives in areas of conflict
- Mapped: Where are the World's Ongoing Conflicts Today? an infographic map on ongoing conflicts